# Ivanovický potok
Ivanovický potok je potok v Jihomoravském kraji v Česku, protékající Brnem a okresem Brno-venkov. Je dlouhý 11,2 km, teče převážně jižním směrem a v Rajhradě se jako levostranný přítok vlévá do Svratky.

## Průběh toku
Pramenem je síť dešťových stok odvodňující městskou část Brno-Slatina. Samotný potok vytéká v nadmořské výšce 242 metrů u Vlárské dráhy v průmyslové zóně Černovická terasa, za níž protéká cípem černovického katastru a dostává se na území městské části Brno-Tuřany. Tam je na toku vybudována retenční nádrž (suchý poldr), jejímž účelem je zachytit vysoké průtoky. Poté potok podtéká dálnici D1 a teče Brněnskými Ivanovicemi a Holáskami. Za Holáskami se do něj vlévá Černovický potok, u Chrlic pak Tuřanský potok. Poblíž brněnské čističky odpadních vod podtéká dálnici D2, míří na jih a protéká kolem Rebešovic. Poté teče souběžně se Svratky, do níž se vlévá v nadmořské výšce 184 metrů na rozhraní Rajhradu a Rajhradic.

## Galerie

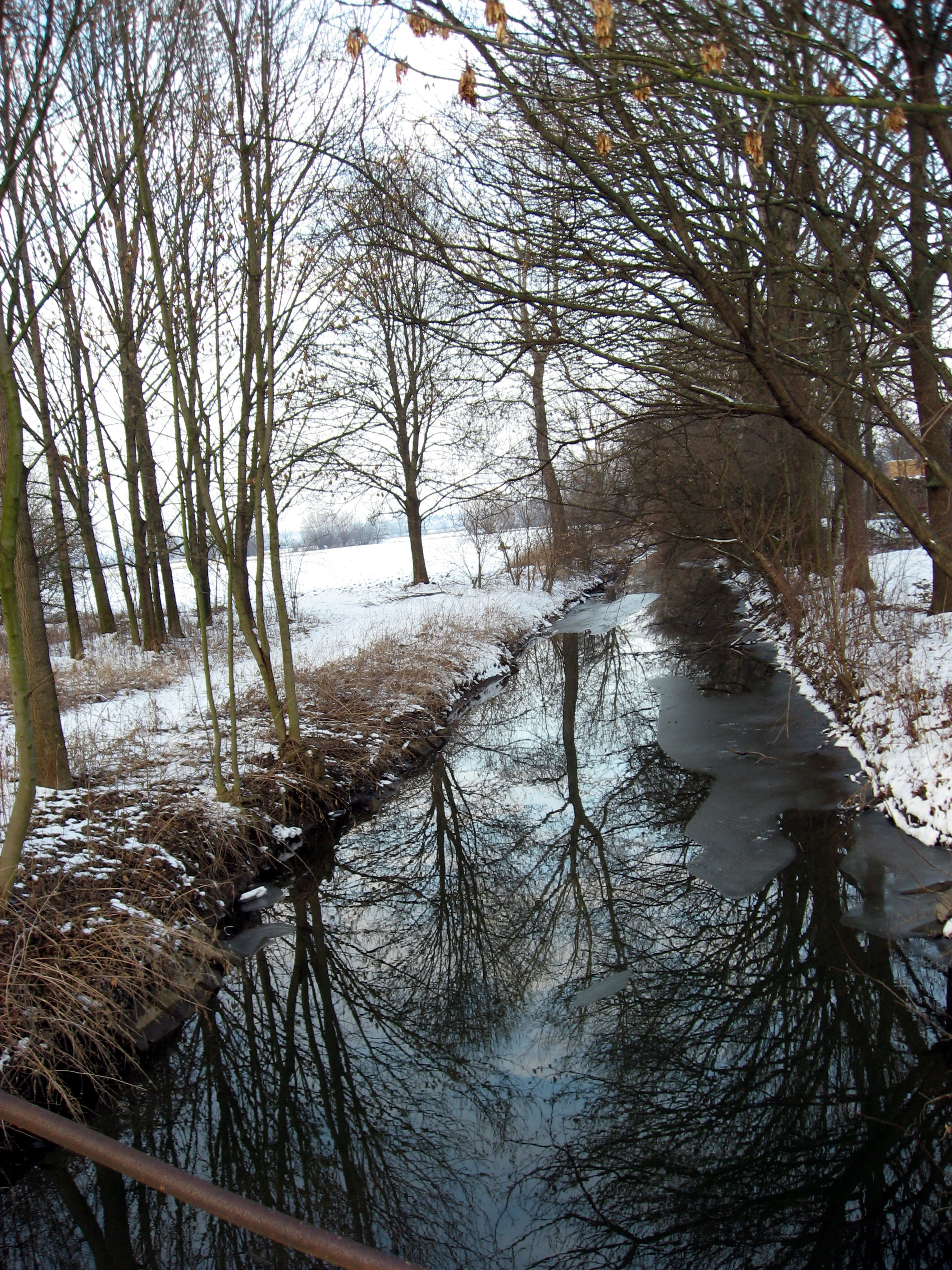
Pod Rebešovicemi
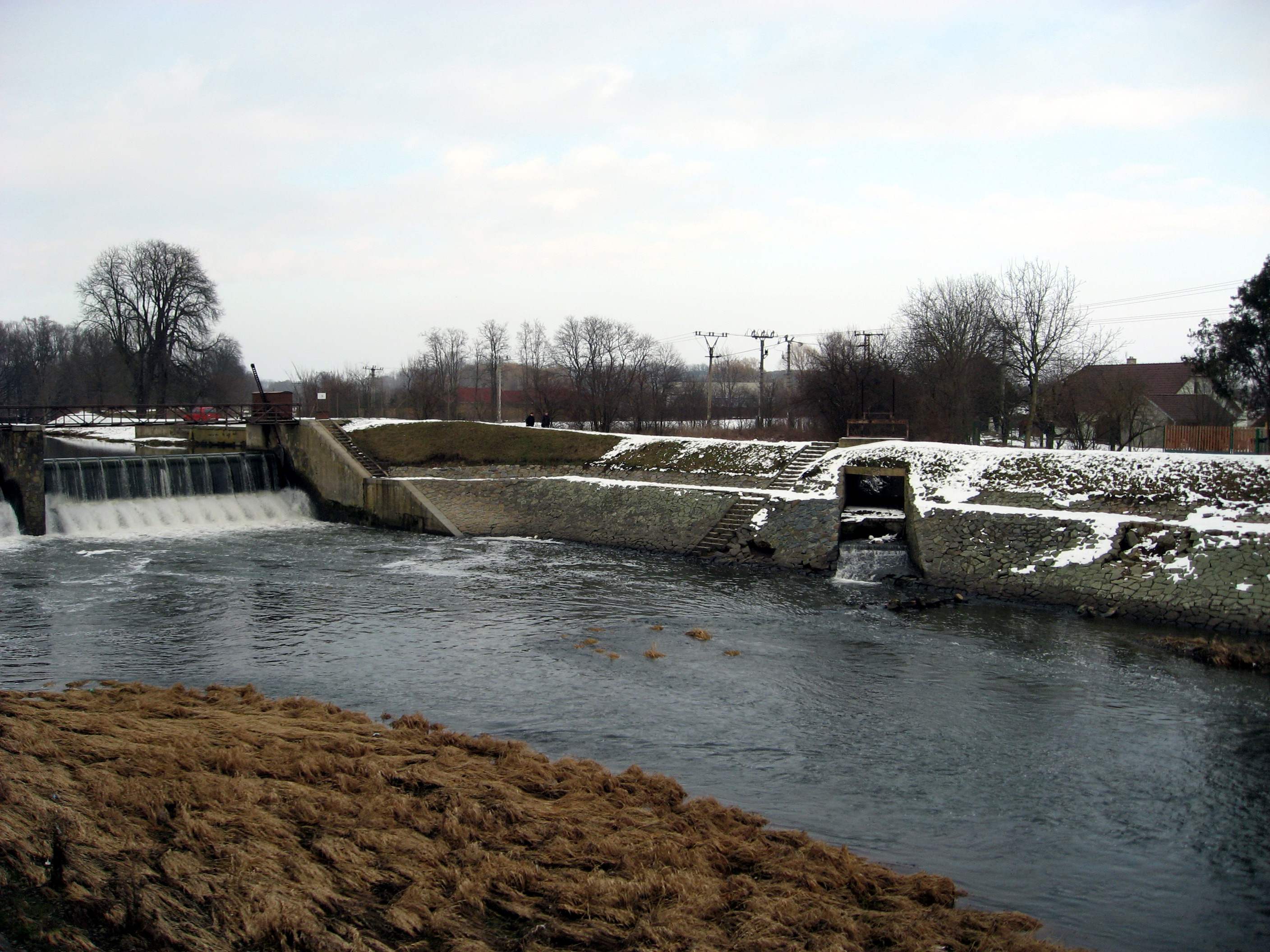
Soutok se Svratkou v Rajhradě